# 竇篤
竇篤（？—92年），扶風郡平陵（今陝西省咸陽西北）人。竇融曾孫、竇憲、竇皇后之弟。東漢郾侯。

## 生平
建初二年（公元77年），漢章帝立竇憲之妹為皇后。
馬廖家族獲罪以後，竇家地位愈加顯赫。竇皇后的哥哥竇憲任侍中、虎賁中郎將，弟弟竇篤任黃門侍郎，二人同在宮中服務，累積大量賞賜，喜歡結交賓客。
竇篤曾夜行到止奸亭，遭亭長霍延拔劍阻攔，並肆意謾罵。竇篤將此事上表漢章帝。章帝下詔，命司隸校尉、河南尹譴問尚書，並派劍戟士逮捕周紆，押送廷尉詔獄。數日後，將他赦免釋放。
永元元年（公元89年），竇憲、耿秉聯合南匈奴出擊北匈奴，兵鋒一直抵達燕然山，重創北匈奴而還。竇憲被拜為大將軍封武陽侯，食邑二萬戶。耿秉被封為美陽侯。竇憲辭讓不接受，於是竇篤被任命為衛尉，竇景為執金吾，竇瓌為光祿勳。
竇太后下詔命令為竇篤、竇景興建宅第，役使百姓。侍御史何敞上書建言，未被受理。
永元二年（公元90年），詔書封竇憲為冠軍侯，竇篤封為郾侯，竇瓌為夏陽侯。唯獨竇憲不肯接受賜封。
永元四年（公元92年），漢和帝命令逮捕竇憲黨羽，謁者僕射沒收竇憲大將軍印綬，改封為冠軍侯，遣竇憲和竇篤、竇景、竇瓌都回封地。竇憲、竇篤、竇景到封地後，都被迫自殺。